# Loop (Musik)
Der Begriff Loop (englisch Schleife) bezeichnet in der Musik eine wiederholt wiedergegebene Sequenz.
Der Begriff rührt daher, dass dies (als Bandschleife) ursprünglich durch ein zu einer Endlos-Schleife zusammengeklebtes Stück Tonband bewerkstelligt wurde. Heute wird er von Musikern für unverändert wiederholte Sequenzen benutzt, unabhängig davon, wie dies technisch realisiert wird. In der Populären Musik sind Loops insbesondere Schlagzeugrhythmen, Begleitakkord-Folgen, Basslinien oder Melodiephrasen.

## Begrifflichkeit
Loop bezeichnet ein zeitlich begrenztes Klangereignis, das üblicherweise mit technischen Mitteln wiederholt wiedergegeben wird – das Erreichen ähnlicher Effekte durch Arrangements, die von Musikern interpretiert werden (zum Beispiel in der amerikanischen Minimal Music), ist davon zu unterscheiden. Hier spricht man eher von Repetitiven Arrangements.
Loops, die aus vorab aufgenommenem Material bestehen (also auch die Arbeit mit Schallplatten besonders in den Stilrichtungen Hip-Hop, Techno, Drum and Bass, Trip-Hop und Avantgarde Jazz), können von Loops, deren Material während der Darbietung selbst aufgezeichnet wird (eigenes Instrumentalspiel, Umgebungsgeräusche u. Ä.), unterschieden werden. Für letzteres etabliert sich zunehmend der Begriff Live Looping.

## Geschichte
Frühe Formen von Loop-Musik haben ihre Wurzeln in der zeitgenössischen ernsten Musik. Der französische Komponist Pierre Schaeffer scheint der erste gewesen zu sein, der mit „geschlossenen Rillen“ auf Schallplatten eigene Kompositionen schuf. John Cage und Conlon Nancarrow verwendeten Spieluhren und Pianolas sowie Automaten für Kirchenglocken. Der von den Möglichkeiten flexiblere Einsatz von elektroakustischen Aufzeichnungsmedien (wie Tonband), der auch Realtime Looping (Live Looping) ermöglichte, sah Pionierarbeiten durch Bebe Barron und besonders Edgar Varèse – das Poème électronique ist eine Komposition für mehrere Tonbänder, die im Pavillon der Firma Philips auf der Weltausstellung 1958 in Brüssel über ein System von 300 Lautsprechern erklang. Zu erwähnen sind auch Karlheinz Stockhausen im Studio des WDR in Köln sowie Éliane Radigue, die Field Recordings und Tonbandschleifen miteinander verband. Parallel dazu experimentierten auch Musiker aus dem Umfeld der Minimal Music wie Terry Riley und Pauline Oliveros mit den Möglichkeiten des Realtime Loopings. Herausragendes Werkzeug war dabei der Terry Riley zugeschriebene Time Lag Accumulator, der auch von Robert Fripp und Brian Eno unter dem Namen Frippertronics eingesetzt wurde: zwei Tonbandmaschinen nutzten ein gemeinsames Tonband; der zweite Ausgang der rechten (wiedergebenden) Bandmaschine war mit dem zweiten Eingang der linken (aufzeichnenden) Bandmaschine verbunden. Durch den räumlichen Abstand zwischen der Aufzeichnung und Wiedergabe auf dem Band sowie die Bandgeschwindigkeit ergab sich die Looplänge.
Paul McCartney, Komponist und Musiker der Band The Beatles, experimentierte in den 1960er Jahren mit Bandschleifen, wofür er ein sogenanntes Reel-to-Reel-Gerät von Brenell verwendete.
Ende der 1970er Jahre fand sich erstmals durch die Arbeit von Grandmaster Flash der Einsatz von Loops in der aufkeimenden Rap/Hip-Hop-Kultur. Grandmaster Flash nutzte neuartige Bedientechniken für Plattenspieler, um wiederkehrende Schlagzeug-/Rhythmussequenzen als Basis für die Arbeit der MCs zu verwenden. Einige Berühmtheit erlangte auf diesem Gebiet das Stück Dub Be Good To Me von Beats International, in dem ein Sample der Basslinie von Guns of Brixton von The Clash als Grundlage verwendet wurde, was naturgemäß eine starke Hinterfragung der geltenden Gesetze für das Urheberrecht bedeutet.
Das Genre des Live Loopings ist stärker vom musikalischen Massenmarkt entfernt. Da Realtime Looping einem einzelnen Musiker die Möglichkeit zum Aufbau sehr vielschichtiger und komplexer Klangstrukturen bietet, sind sehr viele der Künstler Solomusiker.
Nachdem frühe Werke auf Basis des Time Lag Accumulators stattfanden, verwenden heutige Künstler entweder lange digitale Looper  oder spezielle Loop-Geräte. Manche ermöglichen dabei neben dem Aufzeichnen, Wiedergeben sowie Overdubben von Loops auch weiterführende Wiedergabe- und Bearbeitungsschritte wie Rückwärtswiedergabe, halbes oder doppeltes Tempo, Einfügen, Teilen, Verdoppeln und geben so die Möglichkeit zur Erstellung komplexer musikalischer Strukturen.

## Stilrichtungen
Grundsätzlich besteht kein direkter Bezug zwischen musikalischen Stilrichtungen und der Verwendung von Loops; Looping ist selbst auch keine eigenständige Stilrichtung. Die stetige Funktionserweiterung von Samplern sowie die weitere Integration der Computertechnik ermöglichte in den 1990er Jahren die Arbeit mit Loops in komplett digitalen Systemen. Das schuf die technische Grundlage für stark loop-basierte Musikstile wie Techno, Trip-Hop, Drum and Bass und auch Big Beat. Dabei wurde die Auswahl des Loop-Basismaterials zu einer ganz integralen Tätigkeit für die Musiker; viele Musiker verwendeten jetzt klar genrefremde Quellen als Basis für ihre Titel (so z. B. Safe From Harm von Massive Attack auf der Basis des Albums Spectrum von Billy Cobham oder der Einsatz von Samples aus der sogenannten Ernsten Musik in den Stücken von Amon Tobin).
Die Mehrzahl der Stücke ist dem Umfeld des Hip-Hop sowie der Electronica zuzuordnen. Beim Live Looping werden eher akustische oder halbakustische Instrumente, Stimme oder found sounds (Geräusche, Stimmen, Werkzeuge ...) sowie experimentelle Elektronik verwendet. Oft setzen Musiker Loop-Konzepte auch für die Arbeit als Solo-Singer-Songwriter ein, um z. B. ein Solo mit einem vorher eingespielten Begleitloop unterlegen zu können.

## Arbeitsweisen und Kompositions-/Interpretationstechniken
Die Arbeit mit Loops ermöglicht verschiedene Vorgehensweisen sowie Einsatzmöglichkeiten für die entsprechenden Werkzeuge. Nachfolgend seien beispielhaft einige der Möglichkeiten aufgeführt.

### Looper als Echtzeit-Overdubber

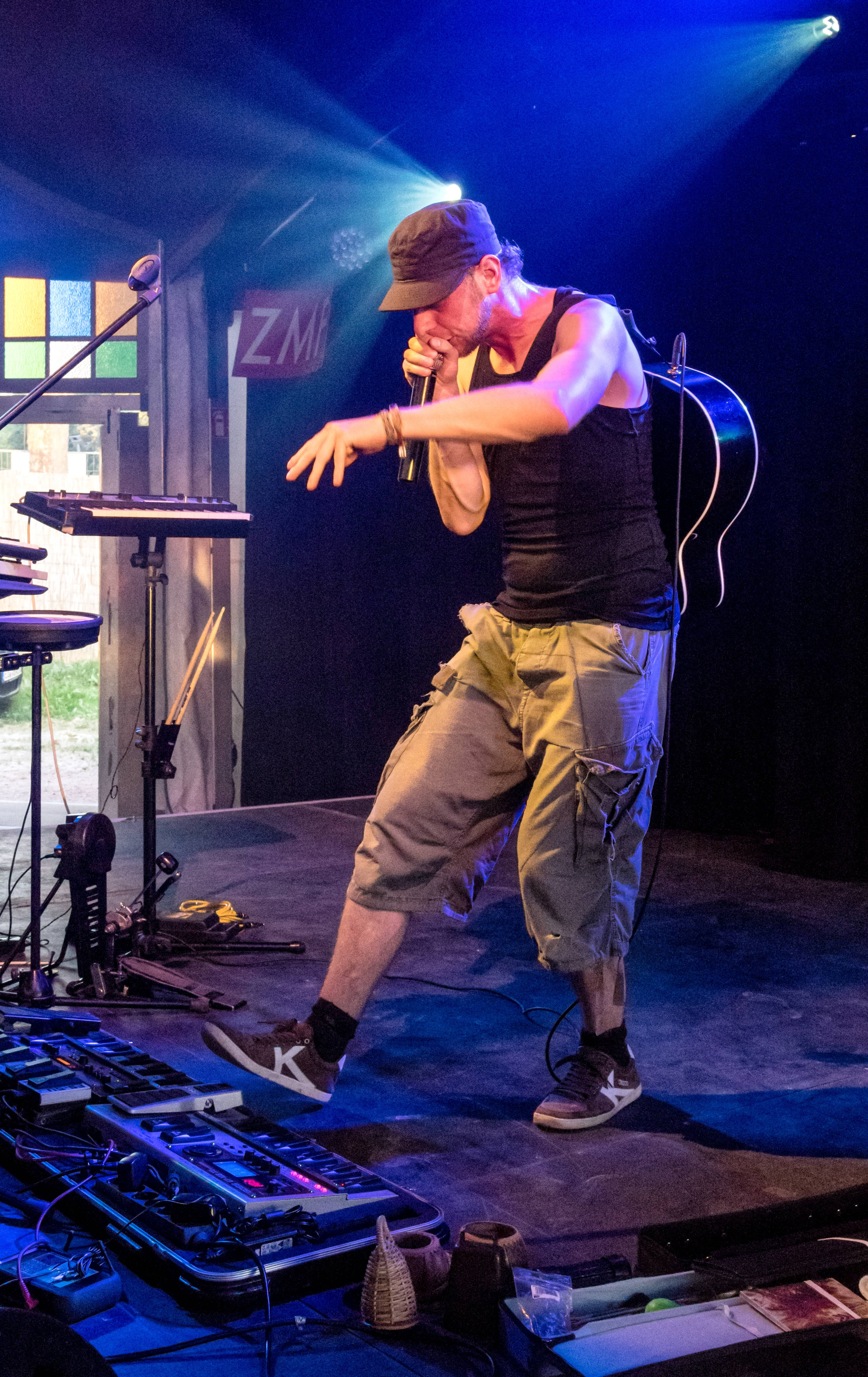
Konrad Küchenmeister auf dem ZMF 2015 in Freiburg

Ein Looper ermöglicht es dem Musiker, mehrere nicht oder nur schwierig gleichzeitig spielbare Parts gleichzeitig erklingen zu lassen. So ist auch der Einsatz ganz anderer Instrumente in einer Darbietung eines Solomusikers möglich, die dann gleichzeitig erklingen können. Von der Arbeitsweise entspricht das dem Overdubbing aus der Studiotechnik, das hier mit geringem technischen Aufwand sowie in Echtzeit in einer flüssigen Darbietung möglich wird.
Beispiel: Der Musiker beginnt einen Song mit der gesungenen Strophe, die er auf der Gitarre begleitet. Anschließend kann er z. B. einen Gitarren-Solopart zur vorher gespielten Begleitung hinzufügen, und so den Eindruck erwecken, als würden zwei Gitarristen spielen.
Bekannte Musiker, die Live-Looping in ihren Auftritten einsetzen, sind KT Tunstall, Imogen Heap, Jarle Bernhoft, Rick Walker, Jason Mraz, Ed Sheeran, Dub FX, MC Xander, Tash Sultana, Michael Schiefel, Michel Godard oder Peter Bence. Auch bei vielen Interpreten aus dem Bereich Math-/Post-Rock ist Looping integraler Bestandteil ihrer Performance, wie z. B. bei Battles, Minus the Bear oder Russian Circles.

### Looper als Werkzeug zur Klanggestaltung
Da Loops nicht auf der Ebene der musikalischen Parameter wie Tondauer und -länge arbeiten, sondern Audioinformationen aufzeichnen, können Loops als Sounddesign-Werkzeuge verwendet werden. Durch Veränderung der Abspielgeschwindigkeit (Pitching und Timestretching), Tonhöhe (Pitch-Shifting) und Abspielrichtung kann aufgezeichnetem Audiomaterial ein gänzlich neuer Klangcharakter gegeben werden – eine Arbeitsweise, die insbesondere bei sehr kurzen Loops (< 1 s) Wirkung zeigt. Diese Möglichkeiten werden noch erweitert durch Einsatz in Kombination mit anderen elektronischen Audio-Effekten, deren Klangweise sich dadurch teilweise stark verändern kann (z. B. Nachhall setzt bei Rückwärtswiedergabe vor dem Originalsignal ein).

### Looper als elektronisches Notizbuch
Neuere Looper sowie Laptop-basierte Lösungen bieten häufig die Möglichkeit, die aufgezeichneten Loops in nichtflüchtigen Speichern festzuhalten. Durch die praktische Auslegung insbesondere von dedizierten Hardware-Loopern (z. B. ein kleines Effektpedal mit speziellem Gitarreneingang und Kopfhörerausgang sowie Option zu Batteriebetrieb) ergibt sich so die Möglichkeit, auf unkomplizierte Weise spontane Ideen zu skizzieren und für die spätere Verarbeitung festzuhalten.

### Looper als strukturbildende Elemente
Insbesondere bei der Verwendung von Klangquellen mit statischem oder ungeregeltem Charakter (Umgebungsgeräusche, elektromagnetische Einstreuungen und andere audiotechnische Artefakte und Störquellen, quasi-statistische Klangfolgen, insbesondere aus modularen Synthesizern – „Noodles“) können Loops verwendet werden, um diesen Klangereignissen eine geordnete Struktur zu verleihen.
Beispiel: als Klangquelle dient eine quasi-statische Geräusch- und Tonfolge aus einem modularen Analogsynthesizer oder virtuell-analogen Synthesizer. Dieses Klangereignis weist kein klares tonales Zentrum und keine erkennbare rhythmische Struktur auf. Durch Aufzeichnen eines kurzen Loops („ein halber bis ein Takt“ – 0,8–3 s) erhält das nun wiederholt wiedergegebene akustische Ereignis eine rhythmische Struktur – einen Puls. Das kann dadurch unterstützt werden, dass nach sieben Loopdurchgängen viermal das erste Viertel des Loops abgespielt wird (Stutter-Effekt), wodurch sich der Effekt einer kadenzierenden Wendung ergibt. In diesem neuen Metaloop (8 Loopdurchläufe lang, davon der letzte Takt Stutter-Effekt) wird nun die Tonhöhe variiert, z. B. Takt 1,2: 0; Takt 3,4: +5; Takt 5,6: +7, Takt 7: 0, Takt 8: −2 (Angaben in Halbtönen). Dadurch entsteht der Effekt einer harmonischen Kadenz, der durch den Stutter-Effekt noch unterstützt wird.

### Looper in Klanginstallationen
Insbesondere bei der Verwendung von Loops verhältnismäßig langer Dauer (30 s und länger), ggf. in Kombination mit kürzeren Loops, eignen sich Loops auch hervorragend als Elemente in Klanginstallationen.
Beispiel: in einer auf zwei Räume verteilten Installation befindet sich in jedem Raum ein Mikrofon und ein Lautsprecher. Die Mikrofone und Lautsprecher sind gegenseitig vertauscht mit zwei Loopern (verschiedener oder gleicher Looplänge) verbunden, die sich im „Overdub“-Betrieb befinden. Eine solche Installation erzeugt ein zeitlich stark versetztes „Echo“ zwischen beiden Räumen, ebenso wie es „ältere“ Ereignisse für eine lange Zeit wiedergeben wird. Über die zahlreichen Loop-Durchläufe und die stete Wiedergabe und neuerliche Aufzeichnung über die Übertragungskette Lautsprecher → Raum → Mikrofon wird diese Übertragungskette zu einem wesentlichen klanggestaltenden Element der Installation.

## Werkzeuge (Auswahl)
- dedizierte Loop-Hardware: Realtime
  - Looper
  - Oberheim/Gibson Echoplex Digital Pro (EDP)
  - Electrix Repeater
  - Electro Hamonix 2880 Super Multitrack Looper
  - Boomerang Phrase Sampler
  - Line6 DL4 / JM4
  - Boss DD-7 / DD-20 / RC-20 / RC-20XL / RC-30 / RC-2 / RC-3 / RC-50 / RC-300 / RC-505
  - Digitech JamMan
  - Lexicon JamMan
  - Looperlative LP-1
  - Akai Headrush
  - tc electronic DITTO LOOPER

- dedizierte Loop-Hardware: nicht Realtime
  - Akai MPC-Serie
  - Roland MV-8000, MV-8800
  - Roland MC-909
  - Yamaha SU700

- Loop-Softwarelösungen: Realtime
  - Mobius
  - AugustusLoop
  - SooperLooper
  - AngstroLooper
  - LoopyLlama
  - lloopp

- Loop-Softwarelösungen: nicht-realtime
  - FL Studio
  - Ableton Live!

- Loop-Vinyls
  - Endless House Tools Part 1-9